# Unforgettable (Marcus & Martinus-dal)
Az Unforgettable (magyarul: Felejthetetlen) a norvég Marcus & Martinus dala, mellyel Svédországot képviselték a 2024-es Eurovíziós Dalfesztiválon Malmőben. A dal 2024. március 9-én, a svéd nemzeti döntőben megszerzett győzelemmel érdemelte ki a dalversenyen való indulás jogát.

## Eurovíziós Dalfesztivál
2023. december 1-jén a Sveriges Television bejelentette, hogy az előadók is résztvevői lesznek a Melodifestivalen svéd eurovíziós nemzeti válogatónak. Dalukkal először az március 2-i ötödik elődöntőben versenyeztek Karlstadban, ahonnan első helyezettként jutottak tovább a döntőbe. A március 9-én, a stockholmi Friends Arenában rendezett döntőben a nemzetközi zsűri és a nézők szavazatai alapján megnyerték a válogatóműsort, így ők képviselhették Svédországot az Eurovíziós Dalfesztiválon.
A dalt először a május 7-én rendezendő első elődöntőben adták elő, a Moldovát képviselő Natalia Barbu In the Middle című dala után és az Azerbajdzsánt képviselő Fahree és Ilkin Dovlatov Özünlə apar című dala előtt. Mivel Svédország versenyzője nyerte meg az előző évi versenyt, ezért a dal az Eurovíziós Dalfesztiválon automatikusan a döntő résztvevője volt, ahol fellépési sorrendben elsőként léptek fel az Ukrajnát képviselő Alyona Alyona és Jerry Heil Teresa & Maria című dala előtt. A zsűri szavazáson a nyolcadik helyen végeztek 125 ponttal (Németországtól maximális pontot kaptak), míg a nézői szavazáson a tizenegyedik helyen végeztek 49 ponttal, így összesítésben 174 ponttal a verseny kilencedik helyezettjei lettek.
A következő svéd induló a KAJ Bara bada bastu című dala volt a 2025-ös Eurovíziós Dalfesztiválon.

## Galéria

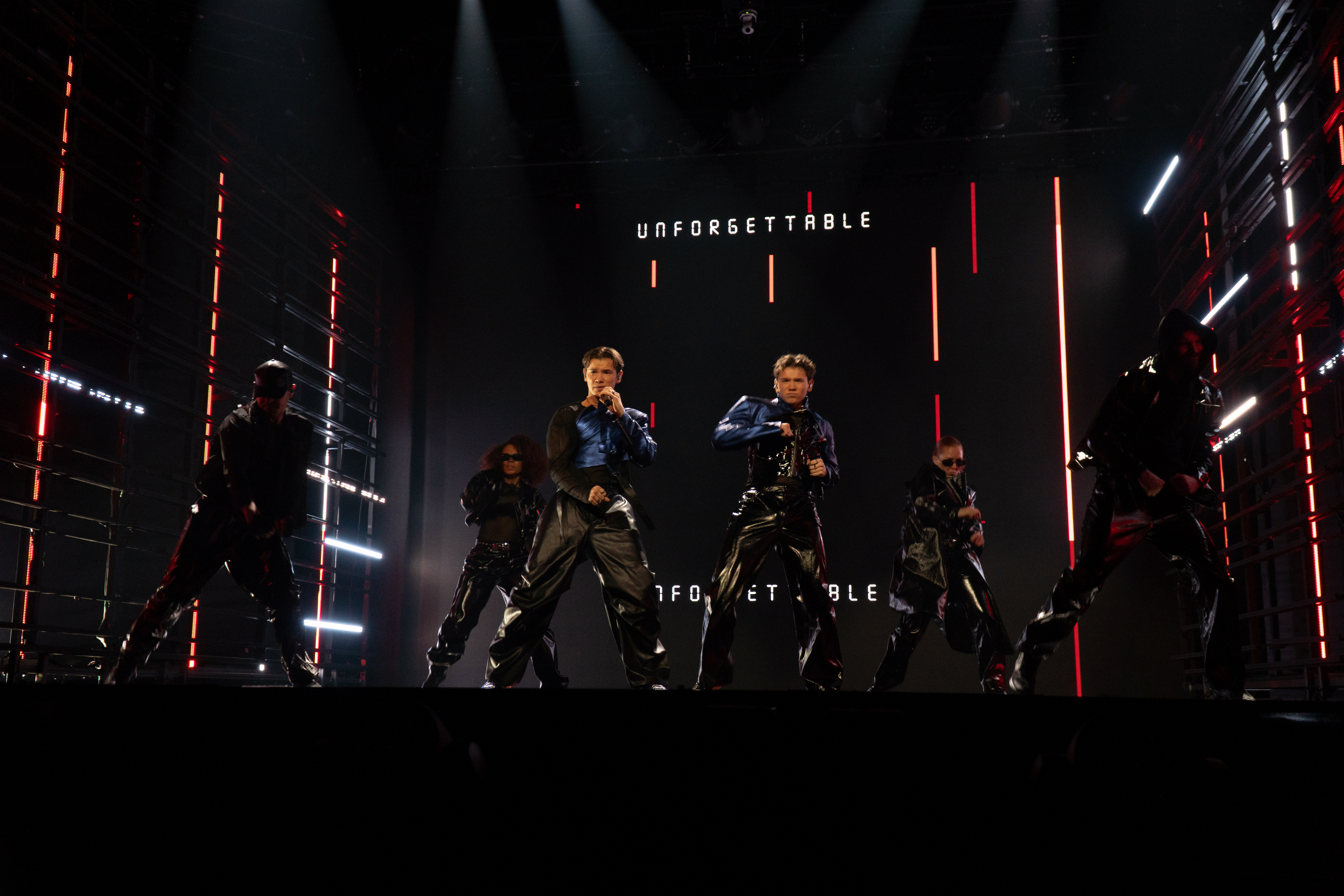
A svéd nemzeti döntőben
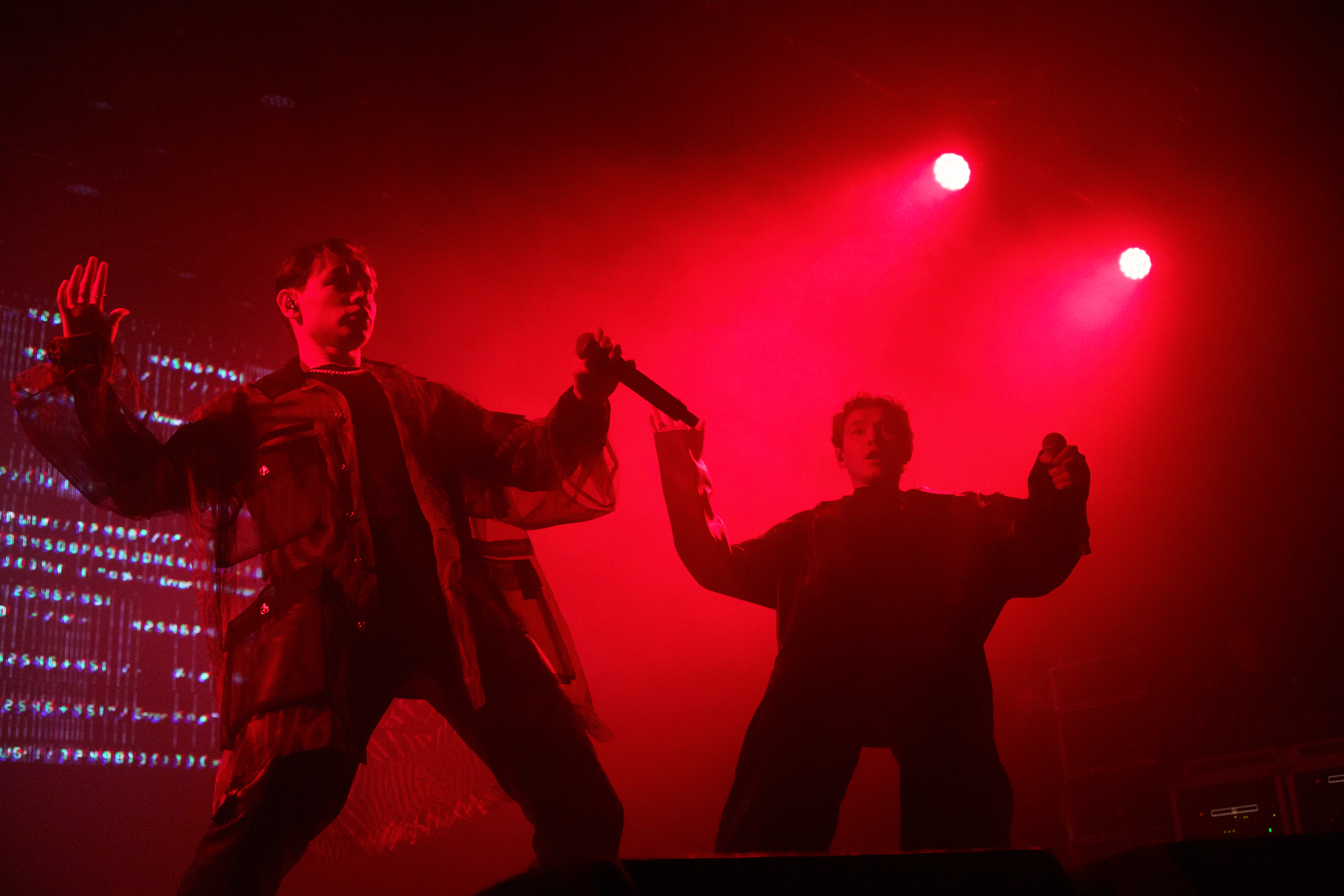
A madridi Eurovíziós partin
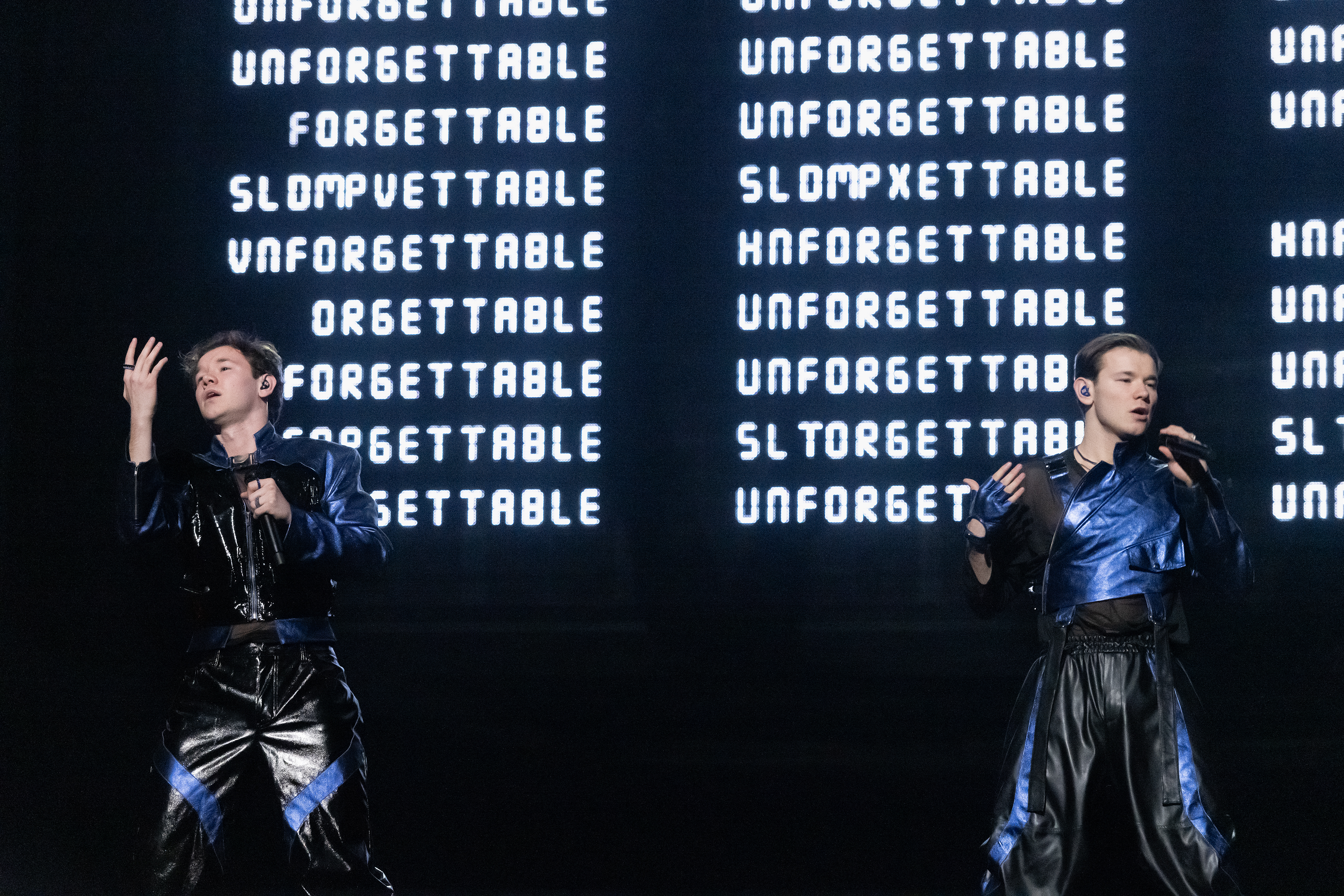
Az elődöntőben
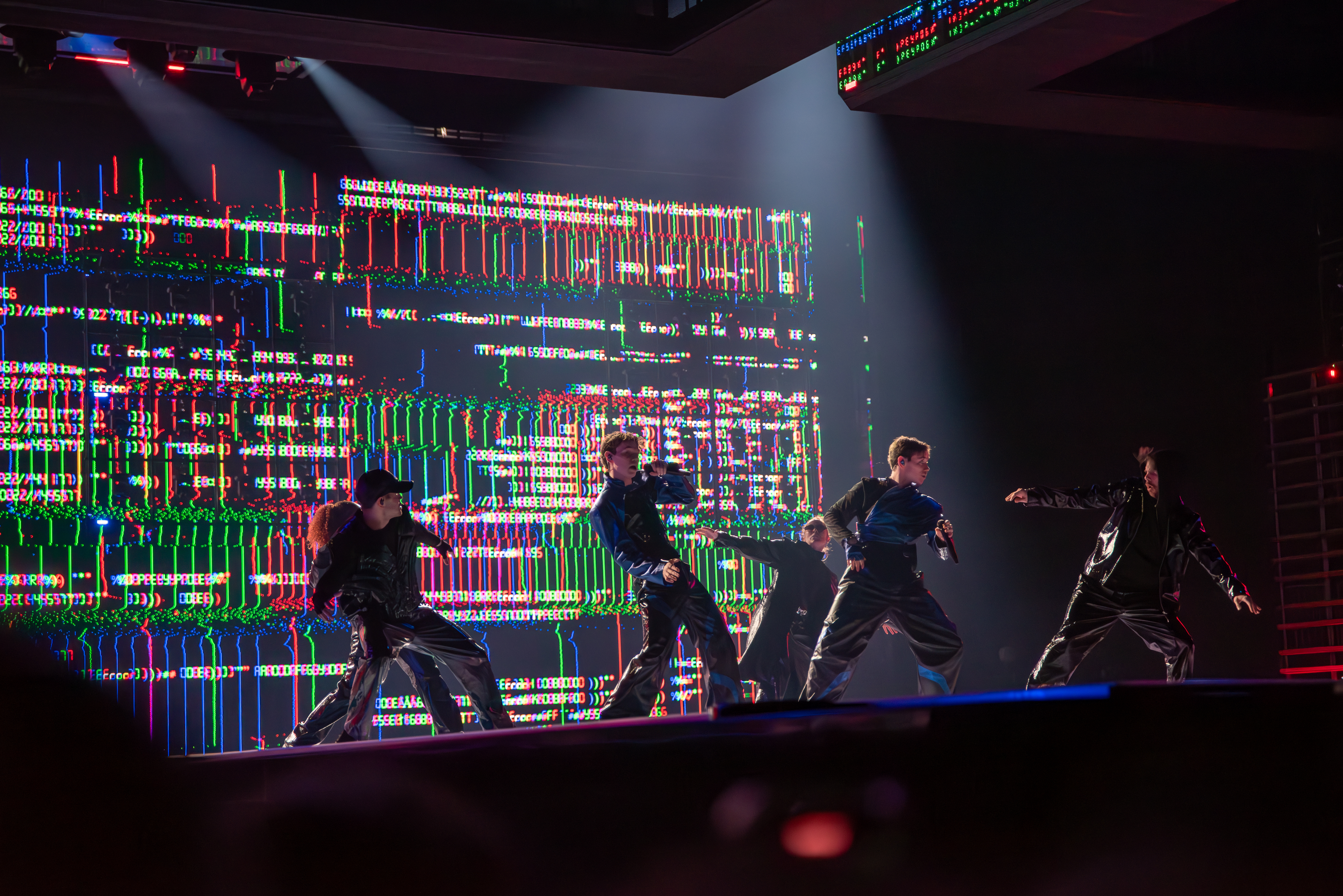
A döntőben